# Polydesmus escherichii
Polydesmus escherichii är en mångfotingart som beskrevs av Karl Wilhelm Verhoeff 1896. Polydesmus escherichii ingår i släktet Polydesmus och familjen plattdubbelfotingar. Inga underarter finns listade i Catalogue of Life.